# Toutainville
Toutainville é uma comuna francesa na região administrativa da Normandia, no departamento de Eure. Estende-se por uma área de 11,85 km². Em 2010 a comuna tinha 1 359 habitantes (densidade: 114,7 hab./km²).